# 聖拉斐爾區 (安博省)
10°19′24″S 76°05′01″W / 10.3233°S 76.0835°W
聖拉斐爾區（西班牙語：Distrito de San Rafael），是秘魯的一個區，位於該國中部瓦努科大區的安博省，始建於1912年10月21日，面積443.6平方公里，海拔高度2,694米，2005年人口11,015，人口密度每平方公里25人。